# Шарафшадег
Шарафшадег (перс. شرفشاده) — село в Ірані, у дегестані Рудбоне, у бахші Рудбоне, шагрестані Ляхіджан остану Ґілян. За даними перепису 2006 року, його населення становило 419 осіб, що проживали у складі 150 сімей.

## Клімат
Середня річна температура становить 14,81°C, середня максимальна – 28,80°C, а середня мінімальна – 0,36°C. Середня річна кількість опадів – 1170 мм.
| Клімат поселення                              | Клімат поселення | Клімат поселення | Клімат поселення | Клімат поселення | Клімат поселення | Клімат поселення | Клімат поселення | Клімат поселення | Клімат поселення | Клімат поселення | Клімат поселення | Клімат поселення | Клімат поселення |
| Показник                                      | Січ.             | Лют.             | Бер.             | Квіт.            | Трав.            | Черв.            | Лип.             | Серп.            | Вер.             | Жовт.            | Лист.            | Груд.            |                  |
| Середній максимум, °C                         | 9,59             | 10,08            | 12,34            | 17,61            | 21,98            | 26,03            | 28,80            | 28,53            | 25,06            | 21,20            | 16,59            | 12,38            |                  |
| Середня температура, °C                       | 4,96             | 5,46             | 7,70             | 13,02            | 17,35            | 21,40            | 24,70            | 24,40            | 20,92            | 17,10            | 12,48            | 8,24             |                  |
| Середній мінімум, °C                          | 0,36             | 0,84             | 3,10             | 8,39             | 12,73            | 16,79            | 20,56            | 20,29            | 16,80            | 12,96            | 8,35             | 4,10             |                  |
| Норма опадів, мм                              | 108              | 90               | 85               | 44               | 45               | 33               | 32               | 62               | 142              | 221              | 174              | 134              |                  |
| Середньомісячна швидкість вітру, м/с          | 2.40             | 2.50             | 2.50             | 2.40             | 2.40             | 2.65             | 2.60             | 2.30             | 2.10             | 2.14             | 2.09             | 2.20             |                  |
| Середньомісячна сонячна радіація, кДж/м²·день | 6996             | 9031             | 10965            | 15391            | 19663            | 21635            | 22342            | 18596            | 15002            | 10673            | 8557             | 6646             |                  |
| --------------------------------------------- | ---------------- | ---------------- | ---------------- | ---------------- | ---------------- | ---------------- | ---------------- | ---------------- | ---------------- | ---------------- | ---------------- | ---------------- | ---------------- |
| Джерело:                                      |                  |                  |                  |                  |                  |                  |                  |                  |                  |                  |                  |                  |                  |